# Кло (Marvel Comics)
Кло (англ. Klaw, настоящее имя Улисс Кло (англ. Ulysses Klaw)) — суперзлодей издательства Marvel Comics. Кло является физиком, превратившим всё своё тело в живой звук, который носит прибор, преобразующий сигналы в материю, взамен утраченной руки. Чаще всего показан как враг Фантастической четвёрки и Мстителей, а также личный враг Чёрной пантеры.
Впоследствии Кло появлялся в различного рода товарах (одежда, игрушки, коллекционные карточки и видеоигры). В фильме 2015 года «Мстители: Эра Альтрона» в рамках Кинематографической вселенной MarveI, его роль впервые исполнил Энди Серкис.

## История публикаций
Персонаж впервые появился в комиксе Fantastic Four #53 (Август 1966) и был создан сценаристом Стэном Ли и художником Джеком Кирби.

## Биография
Будучи учёным, Улисс Кло работал над аппаратом, способным превращать звуки в физические объекты. Для продолжения исследований ему нужен был вибраниум — металл, добываемый только в Ваканде. Кло вступает в конфликт с правителем-супергероем Ваканды, Т’Чакой, которого Кло хладнокровно убивает. Юный сын правителя, Т’Чалла, который следовал за своим отцом, чтобы посмотреть, как он сражается с захватчиками, после нападал на Кло, чтобы отомстить за своего отца. Это стоило злодею его правой руки, которая была повреждена его собственным бластером.
Кло сбежал и заменил утраченную руку прибором, преобразующим сигналы в материю. Позже Кло превратил в живой звук всё своё тело. Кло как профессиональный преступник сражался против Т’Чаллы, ставшего новой Чёрной пантерой. Супергерой объединился с Фантастической четвёркой в одну команду, в результате чего Кло был побеждён.
Кло был заключён в тюрьму, но освобождён Багровым Плащом, который оказался Альтроном. Присоединившись ко второму воплощению команды Повелителей Зла, Кло и другие злодеи сражались против Мстителей. Мстители, однако, победили их с помощью Чёрной пантеры. Кло пытался реформировать вторую команду Повелителей Зла, чтобы сразиться со Мстителями, но его планы были сорваны всей женской командой Леди Освободительницы.
Он сумел сбежать и обосновался в соседней с Вакандой стране Рудьяарде, где помог похитить устройство, улучшающее свойства Вибраниума. Кло потерпел поражение от рук Существа, Человека-факела и Чёрной пантеры.
В тюрьме Кло объединился с Соларром, чтобы отомстить Мстителям. Кло удалось поймать их в звуковой барьер. Улисс потребовал, чтобы Чёрная Пантера отрекся от трона Ваканды, дипломатического иммунитета и роспуска правительства Рудьярды. Тем не менее, Пантера успел обезвредить Кло и Соларра прежде чем они начали убивать заложников.
Некоторое время спустя к Кло обратился представитель расы шинарианцев, который нуждался в его звуковых способностях, чтобы открыть достаточно большой портал на Землю для вторжения их армады. Кло согласился и, после столкновения с Ка-Заром в Лондоне, отправился вместе с шинарианцами на Дикую Землю, где был достаточно большой склад вибраниума для создания портала. Когда Ка-Зару удалось отразить нападение, Кло бежал в измерение шинарианцев, но, не найдя там ничего существенного, вернулся на Землю.
Пройдя сквозь Нексус, Кло оказался во Флориде, где похитил жезл Молекулярного человека. Вместе со своим новым союзником он отправился в Нью-Йорк, чтобы отомстить их общим противникам, — членам Фантастической четвёрки. Он был остановлен Невозможным человеком.
Когда Кло обнаружил, что его силы иссякают, он составил план своего восстановления. Позволив мелкой банде Громовержцев атаковать себя в центральном парке, он впал в кому, после чего Чёрная Пантера должен был доставить его в Ваканду. Благодаря Чёрной пантере, Кло сумел восстановить свои силы, однако, как только он попытался уничтожить Мстителей и Чёрную пантеру с помощью мощного заряда, последний обратил его атаку против него самого. От Кло остался лишь звуковой коготь, который сдали в Проект ПЕГАС. В Marvel Two-in-One #57-58 (ноябрь — декабрь 1979 года) Кло удалось вернуться благодаря Соларру, однако оба были остановлены группой героев, в которую также вошли: Существо, Квазар, Великан и Водолей.
Затем Кло сражался с Существом, Ка-Заром и Американским орлом.
Кло связался с Ослепительной и сказал не доверять Проекту ПЕГАС. Когда Ослепительная проходила мимо его камеры, Улисс сумел внушить ей, что её пытают и та, отбиваясь от охранников, освободила его. Ей удалось превратить живой звук в свет, тем самым поглотив Кло. Во время ограниченной серии Secret Wars его энергию обнаружил Доктор Дум. Думу удалось восстановить тело Кло, однако потеря его физической формы серьёзно отразилась на нём: он сошёл с ума и постоянно повторял услышанное, подбирая рифмы к словам. После этого Дум начал резать Кло на части, чтобы подобрать частоту к кораблю Галактуса. Когда от Улисса осталась лишь голова, Дум сумел подобраться к Галактусу и забрать его силу. Однако, когда сущность Потустороннего была перенесена в его тело, Кло убедил Дума дать ему часть полученных сил и вступил в бой со всеми Мстителями. Они потерпели поражение от Капитана Америки. Потусторонний вернул всех на Землю, и рассудок Кло начал медленно восстанавливаться.
Кло боролся против Сорвиголовы и Вижена, прежде чем присоединиться к Ужасающей четвёрке Чародея. Команда напала на Фантастическую четвёрку, когда супергерои пытались найти причину обострения способностей Человека-факела. Кло отбросил Существо в машину космического излучения, которая превратила Бена Гримма обратно в человека. Впоследствии обе команды были захвачены Наблюдателем-Ренегатом Ароном, который вернул Кло и его товарищей в тюрьму, когда как Фантастической четвёрке удалось спастись.
Во время сюжетной линии Acts of Vengeance Кло был освобождён АИМ. Он был отправлен на захват реформированной суперзлодейки Волканы, в надежде заманить в ловушку её возлюбленного, Молекулярного человека. Кло отказался от боя, когда его протез, с помощью которого члены АИМ управляли им, был разрушен. Впоследствии он вновь попытался отомстить Чёрной пантере, но тот обратился за помощью к Фантастической четвёрке, которая помогла ему одолеть Кло. Из вакандской тюрьмы Кло освободил Доктор Демоникус, который предложил ему вступить в его отряд защитников Демоники. Тем не менее, Кло предал их и помог Мстителям Западного Побережья остановить их. Позже он присоединился к Мастерам зла Джастина Хаммера и несколько раз боролся с Громовержцами. Некоторое время спустя Кло вновь прибыл в Ваканду, чтобы поглотить звуковую энергию неминуемого взрыва, что сделало бы его сильнее. С помощью повреждённого щита Капитану Америке удалось победить Кло, поглотив его атаку.
Кло столкнулся с Мисс Марвел, которая поглощая его атаки, сбила частоту Кло и он в очередной раз застрял в звуковом когте. Через некоторое время, Чародей сумел восстановить Кло из торрент-файла и тот вновь стал членом Ужасающей четвёрки.
Позднее Кло, как часть Ужасающей четвёрки Чародея, помогал Интеллигенции в захвате Мистера Фантастика.
Хамелеон принял облик Кло, чтобы застать врасплох Интеллигенцию нападением Зловещей шестёркой.
Вместе с Чародеем он отправился завербовать Карнажа. На базе Карнаж сумел вырваться, но Кло усмирил его. Вскоре симбиота отделили от Клетуса Кэссиди и перенесли на нового носителя — находящегося под властью Чародея учёного-инвалида Карла Малуса. Команда злодеев напала на мэрию, где их встретил Превосходный Человек-Паук. Малус вышел из-под контроля и заколол Кло вибраниумовым мечом. Улисс взорвался, и звуковая волна позволила Карнажу отделиться от Малуса и вернутся к Кэссиди. Однако Кло сумел собрать последние силы и нейтрализовать Карнажа молнией. По словам Кло, теперь энергия его тела и его сознание будут расходится в пространстве, пока не исчезнут полностью.
Кло удалось выжить, однако вскоре он был захвачен Щ.И.Т.ом.

## Силы и способности
Кло обладает сверхчеловеческой силой (450 КГ) и долговечностью. Протез, который у него вместо правого запястья, является звуковым оружием, способным преобразовать окружающий звук, чтобы выполнить серию функций, включая проектирование большого объёма звуковых волн, а также создавать силовые взрывы. Звуковой конвектер был разработан Кло и позже улучшен учеными АИМ и техническим персоналом. Кло может также ощутить его среду, используя гидролокатор. Когда он боролся с Волканой, пытаясь похитить Молекулярного человека, он продемонстрировал способность создать «связный звук». Это было сокрушительной конструкцией, которая поглотила окружающий шум, чтобы увеличить его размер и силу.
Тело Кло представляет собой стабильную энергию, обладающую массой и разумом. Это лишает Улисса человеческих потребностей. В случае расчленения Кло он не будет ощущать боли. Отделённые части тела затем срастаются. Он устойчив к телепатии и может расти, поглощая окружающий звук и сливаться с другими видами материи. Кло способен телепортироваться, рассеивая своё тело и собирая его заново.
Улисс Кло получил докторскую степень в области физики и является экспертом в области физики.

## Альтернативные версии

### JLA/Avengers
В последнем выпуске Кло среди порабощенных злодеев, защищавших цитадель Кроны, и побежден Чёрной молнией.

### Heroes Reborn
Во вселенной Heroes Reborn, созданной Франклином Ричардсом Кло предстаёт как член Повелителей зла Чёрного рыцаря.

## Вне комиксов

### Телевидение
- Кло появляется в мультсериале «Фантастическая четвёрка» 1967 года, озвученный Хэлом Смитом.
- Кло появляется в качестве камео в мультсериале «Человек-паук и его удивительные друзья».
- Чарльз Ховертон озвучил Кло в мультсериале «Фантастическая четвёрка» 1994 года, где он появился в эпизоде «Добыча Чёрной пантеры».
- В мультсериале «Фантастическая четвёрка: Величайшие герои мира» Кло появляется в качестве члена Четвёрки Чародея. Во время осуществления плана по выдаванию себя за героев Кло невыносил эту идею, а также непереносил на дух Фантастическую четвёрку, в особенности Женщину Невидимку. При попытке украсть нестабильные молекулы у Кло были развязаны руки и он приступил к бою с геройской четвёркой на пару со своими товарищами по команде. Когда вскрылся обман и сфера с молекулами была треснута, Кло при предложении Мистера Фантастика помочь нейтрализовать их, отказал Ричардсу и намеревался сбежать, однако был выведен из строя Сью Шторм и позже был отправлен в тюрьму.
- В мультсериале «Супергеройский отряд» Кло озвучил Эй. Джей Бакли[28]. Здесь Кло является членом Смертельного легиона Доктора Дума. Кло вместе с Кричащей Мими был отправлен за одним из осколков фракталов бесконечности в библиотеку, однако звуковой дуэт был опережён неотёсанным Халком.
- Стивен Стэнтон озвучил Кло в анимированном комиксе «Чёрная пантера»[29].
- Кло появляется в мультсериале «Мстители. Величайшие герои Земли», озвученный Марком Хэмиллом. Здесь Кло представлен учёным заинтересованным украсть Вибраниум у Хенка Пима, но он с его наёмниками потерпел поражения от Пима будучи уменьшенным. После того как Кло вернулся в нормальный рост он сбежал и вступил в союз с Человеком-обезьяной по захвату Ваканды. Параллельно этому Кло на сумму в миллион долларов нанимает Вихря украть его звуковой преобразователь. Во время продаже Гидре во главе с Мрачным жнецом Кло при вмешательстве Мстителей мутировал из-за вибраниума в живой звук. На деле нет его форму поддерживал его преобразователь звука и после лишения него Кло растворился и был очевидно убит.
- Мэтт Лантер озвучивает Кло в мультсериале «Совершенный Человек-паук»[30]. Здесь Кло член Ужасающей четвёрки которую через Доктора осьминога нанял Норман Осборн дабы найти Человека-паука. Несколько эпизодов спустя Кло вместе с остальной командой был побеждён Железным патриотом (которым по иронии был их бывший наниматель в лице Нормана).
- Кло появляется в 1 сезоне «Мстители, общий сбор!» вместе с неполным составом Ужасающей четвёрки побеждённый Соколиным глазом. Затем в 3 сезоне Кло был озвучен Дэвид Шонесси и вернулся к человеческой форме[31], а Тревор Девалл — в 5 сезоне[32].
- Кло появляется в короткометражке «LEGO Marvel Super Heroes: Чёрная Пантера - Проблемы в Ваканде», вновь озвученный Тревором Деваллом[29][33].
- Кло появляется в мультсериале «Мстители будущего» в эпизоде «Чёрная пантера», озвученный Текторой.

### Кино
- Улисс Кло появляется в фильме «Мстители: Эра Альтрона» 2015 года, где его роль исполнил Энди Серкис[4]. В фильме он предстаёт как торговец оружием, не обладающий сверхспособностями. Улисс Кло был знаком с Тони Старком до событий фильма «Железный человек». Ему удалось украсть большое количество вибраниума из Ваканды. Альтрон покупает у него вибраниум для собственных интересов, однако, когда Кло отмечает сходство между ним и Старком, тот в ярости отрубает ему левое предплечье. Во время боя Мстителей с Альтроном, Алой ведьмой и Ртутью, раненый и разъярённый Кло приказывает своим людям убить всех до единого.
- Серкис повторил роль Кло в фильме «Чёрная пантера» 2018 года[34][35][36]. По сюжету, он заменил свою утраченую руку высокотехнологичным протезом. Вместе с Киллмонгером он украл вакандский артефакт из музеея и пытался продать его Эверетту Россу, но его ловит Чёрная пантера. Однако ему удалось сбежать при помощи Киллмонгера, который позже убивает Кло, раскрыв что он вакандец и приносит его тело в Ваканду.
- Альтернативная версия Кло появляется в мультсериале «Что, если…?», в эпизоде «Что, если… Киллмонгер спас бы Тони Старка?»[37][38][39][40].

### Видеоигры
- Кло является одним из антагонистов игры «Captain America and the Avengers» 1991 года[41].
- Кло был упомянут в игре «Marvel: Ultimate Alliance» в разговоре с Чёрной пантерой, который сказал, что Кло убил его отца.
- Кло является открываемым персонажем в Marvel Avengers Alliance Tactics.
- Скотт Портер озвучил Кло в игре «Lego Marvel's Avengers»[42].
- Является открываемым персонажем в игре «Marvel Future Fight»[43].
- Кло является одним из боссов в игре «Marvel Ultimate Alliance 3: The Black Order»[44].
- Кло появляется в DLC к игре «Avengers», озвученный Стивеном Блумом[45].